# Polícia do Estado da Pensilvânia
A Polícia do Estado da Pensilvânia (PSP - Pennsylvania State Police) é a força policial do estado  responsável pela aplicação da lei nacional. Foi fundada em 1905 por ordem do governador Samuel W. Pennypacker, para substituir as forças de vigilantes particulares utilizadas por proprietários de minas e de moinhos para fiscalizar os trabalhadores (“a polícia do carvão e do ferro”) e superar a inabilidade ou a inoperância das polícias locais ou dos xerifes em manter a lei.
Os membros alistados na PSP são conhecidos como "troopers". No ano de 2010, a corporação contava com 4.677 policiais e pessoal de apoio, com cerca de 1.600 funcionários.
A Academia de Polícia do estado, encarregada da formação profissional dos policiais, esta situada em Hershey, Pensilvânia.

## Atribuições

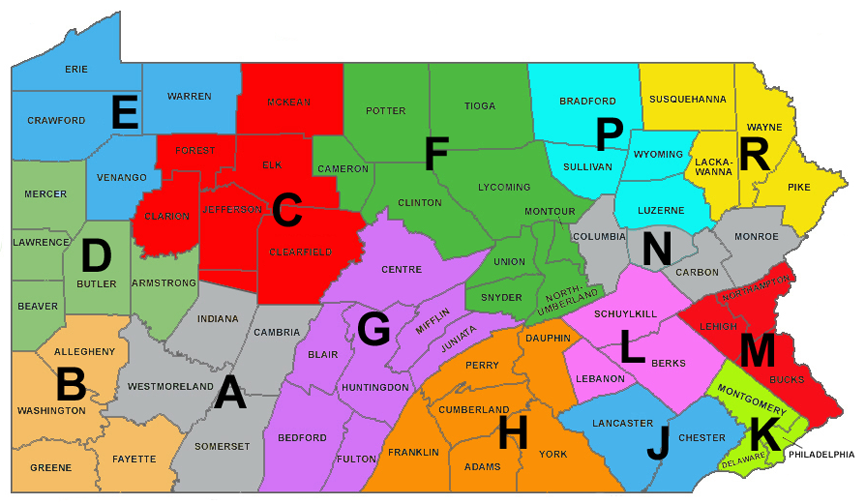
Divisão das áreas de atuação dos "troopers"

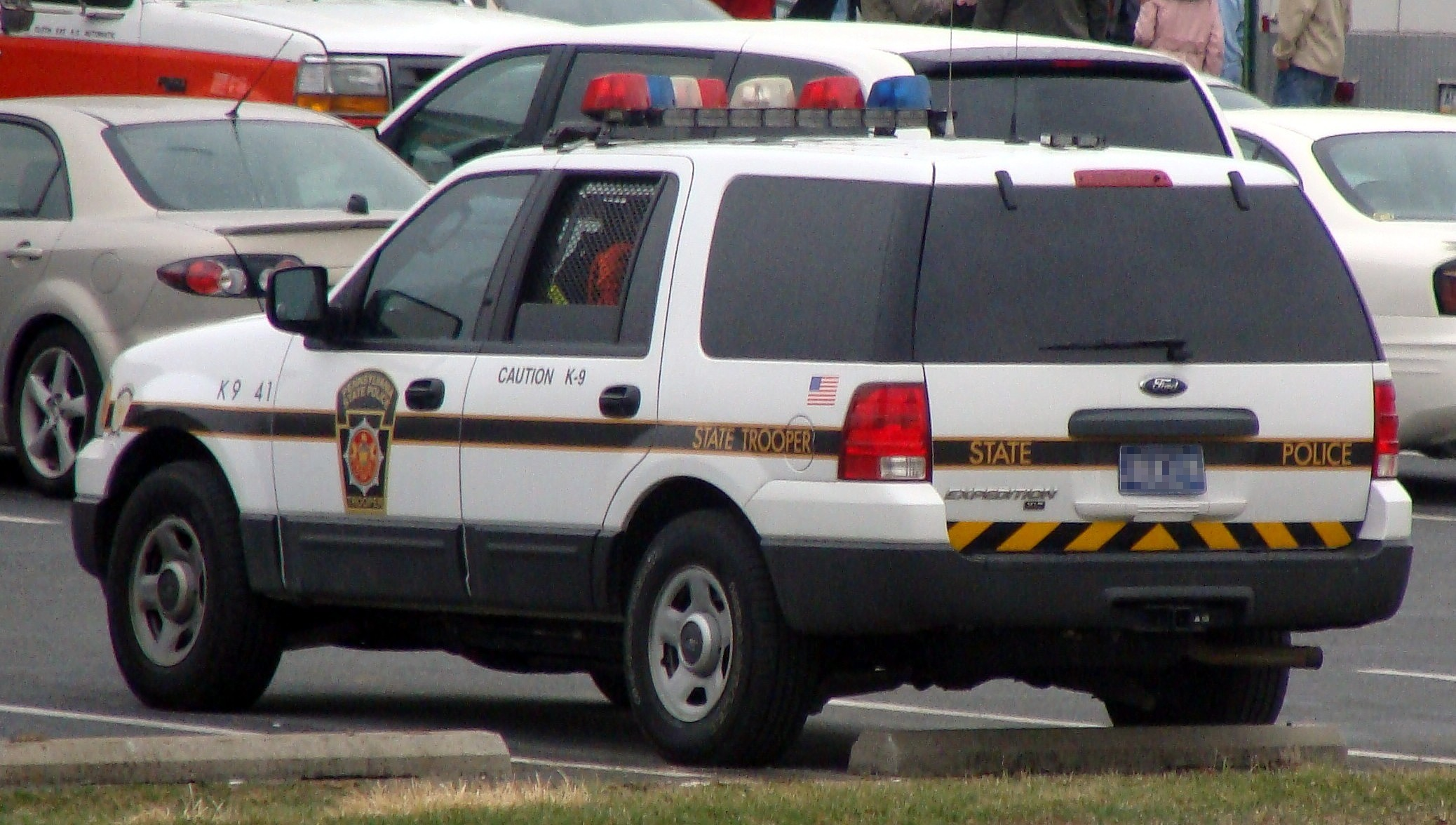
Uma viatura Ford Expedition de uso da Polícia da Pensilvânia

Dentre as atribuições da PSP se incluem:
- o patrulhamento rodoviário de todas as estradas de rodagem existentes no estado, inclusive as federais;
- a vigilância do programa estadual de inspeção do automóvel quanto as normas de segurança dos veículos, inclusive dos comercias;
- proteção policial integral  para as municipalidades sem departamentos de polícia. A PSP patrulha mais da metade das municipalidades do estado, abrangendo com os seus serviços 85% das áreas municipais e 66% das suas estradas;[4]
- exercício da polícia judiciária e da atividade investigatória para a apuração dos crimes e demais infrações penais;
- através de uma unidade especial, a escolta do governador da Pensilvânia e outras autoridades estaduais;
- a segurança dos aeroportos estaduais e das cinco centrais nucleares,  após os meses que se seguiram ao ataque de 11 de setembro de 2001;
- o controle sobre as pontes do Rio Delaware, em conjunto com a comissão que administra a cobrança do pedágio;
- emissão dos antecedentes criminais para as pessoas interessadas em adquirir armas de fogo no âmbito do território do estado;
- manutenção em sua base de dados do histórico criminal das pessoas com antecedentes, disponibilizando-o quando necessário.

## Carreira policial
Embora a PSP seja uma força policial civil, possui designações militares para os diversos cargos da sua carreira hierarquizada:
| Título                                | Insígnia | Informação adicional                                       |
| ------------------------------------- | -------- | ---------------------------------------------------------- |
| Coronel                               |          | Comissário de Polícia do Estado da Pensilvânia             |
| Tenente-coronel                       |          | Sub-comissário de Polícia                                  |
| Major                                 |          | Comando do policiamento de área policial                   |
| Capitão                               |          | Comando de sub-área policial                               |
| Tenente                               |          | Supervisão de delegacia policial                           |
| Sargento                              |          | Supervisão de unidade ou seção especializada               |
| Cabo                                  |          | Supervisão de guarnição de patrulhamento ou posto policial |
| Policial de 1ª classe (Trooper)       |          | Primeira promoção, após 12 anos de serviço                 |
| Policial (Trooper)                    |          | Classe inicial, após a formação na Academia de Polícia     |
| Aluno da Academia de Polícia (Cadete) |          | Aspirante, em formação profissional na Academia de Polícia |